# 31.º Prêmio Angelo Agostini
O 31.º Prêmio Angelo Agostini (também chamado Troféu Angelo Agostini) foi um evento organizado pela Associação dos Quadrinhistas e Caricaturistas do Estado de São Paulo (ACQ-ESP) com o propósito de premiar os melhores lançamentos brasileiros de quadrinhos de 2014 em diferentes categorias.

## História
Com o voto aberto para qualquer interessado, seja profissional ou leitor de quadrinhos, a votação foi realizada através do blog oficial da AQC-ESP de 15 de dezembro de 2014 a 15 de janeiro de 2015. Foram apurados 7.302 votos ao todo. Nesta edição, foi criada a categoria "melhor web quadrinho", aberta a "revistas ou fanzines virtuais (disponibilizadas no formato PDF, CDR ou similar), páginas na internet, blogs de tiras ou personagens", sendo o principal critério que a divulgação tenha sido exclusivamente virtual.
A cerimônia de premiação foi realizada na Biblioteca Latino-Americana Victor Civita, no Memorial da América Latina, no dia 31 de janeiro. Antes da entrega de troféus houve uma palestra sobre os 80 anos do Pato Donald apresentada por Paulo Maffia, editor dos quadrinhos Disney no Brasil, e outra sobre fanzines, com Gazy Andraus. Em seguida, foi feita uma homenagem ao quadrinista Antônio Cedraz, falecido em 2014, com a exibição do desenho animado da Turma do Xaxado. Foi ainda realizado um debate com o cartunista congolês Jérémie Nsingi os brasileiros Bira Dantas, Fábio Moon, Gabriel Bá e Marcelo D'Salete, sobre a última edição do Festival Internacional de Quadrinhos da Argélia (Festival International de la Bande Dessinée d'Alger, FIBDA), cujo país homenageado foi o Brasil.
Em paralelo com a cerimônia, foi inaugurada a exposição "Brasil-África: nações irmãs também nos quadrinhos", com curadoria do congolês Jérémie Nsingi e do brasileiro Bira Dantas. Foram apresentadas obras de quadrinistas africanos e brasileiros, como Pahé, Georges Pondy, Youmbi Narcisse, Joelle Ebongue, Benjamin Kouadio, Mokdad Amirouche, Massiré Toukara, Marcelo D'Salete, Flávio Luiz, André Diniz, Pedro Franz, Eloyr Pacheco, entre diversos outros. A exposição foi depois apresentada na Biblioteca Pública Municipal Professor Ernesto Manoel Zink, em Campinas, de 23 de março a 23 de abril de 2015.

## Prêmios
| Categoria                    | Vencedores                                                                         |
| ---------------------------- | ---------------------------------------------------------------------------------- |
| Mestre do Quadrinho Nacional | Carlos Edgard Herrero                                                              |
| Mestre do Quadrinho Nacional | Gustavo Machado                                                                    |
| Mestre do Quadrinho Nacional | Murilo Marques Moutinho                                                            |
| Desenhista                   | Mario Cau Morphine                                                                 |
| Roteirista                   | Felipe Cagno 321: Fast Comics                                                      |
| Lançamento                   | Yeshuah: Onde Tudo Está Laudo Ferreira Jr. e Omar Viñole (Devir)                   |
| Troféu Jayme Cortez          | Confraria do Gibi                                                                  |
| Fanzine                      | 3ADFZPA: Terceiro Anuário de Fanzines, Zines e Publicações Alternativas Ugra Press |
| Cartunista                   | DaCosta                                                                            |
| Lançamento independente      | Nenhum Dia sem um Traço Ernani Cousandier                                          |
| Web quadrinho                | Blue e os Gatos Paulo Kielwagen                                                    |